# Saint-André-lez-Lille
Saint-André-lez-Lille è un comune francese di 10 983 abitanti situato nel dipartimento del Nord nella regione dell'Alta Francia.

## Società

### Evoluzione demografica
Abitanti censiti

## Amministrazione

### Gemellaggi
- Wieliczka
- Dormagen, dal 1973
- Münster